# Marie de Jésus Deluil-Martiny

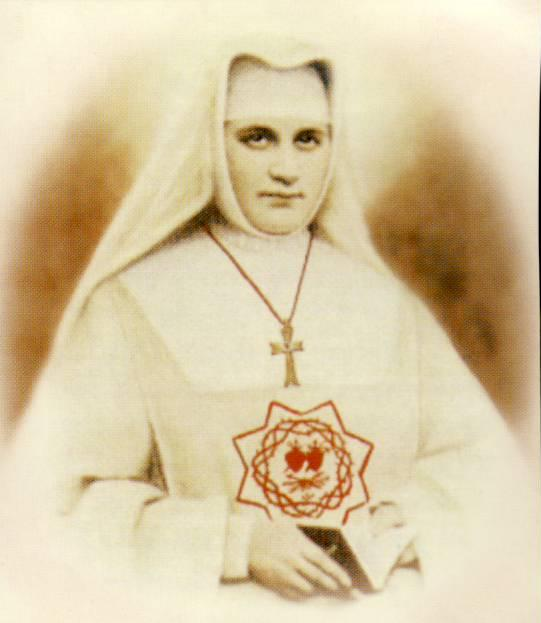
Mère Marie de Jésus

Marie de Jésus Deluil-Martiny (Dt. Maria von Jesus Deluil-Martiny) (* 28. Mai 1841 in Marseille, Frankreich; † 27. Februar 1884 in La Servianne bei Marseille) war eine französische Ordensschwester, Gründerin der Kongregation der Töchter des Herzens Jesu und wurde 1989 von der katholischen Kirche seliggesprochen.

## Leben
Marie-Caroline-Philomène Deluil-Martiny war Tochter des angesehenen Rechtsanwalts Paul Deluil-Martiny und Großnichte der Dienerin Gottes Anne-Madeleine Rémusat. Ab dem Jahr 1863 unternahm sie die entscheidenden Schritte für die große Ausbreitung der Ehrenwache des Heiligsten Herzens Jesu (fr.: Garde d’Honneur du Sacré Coeur) der französischen Ordensschwester Marie du Sacré-Cœur Bernaud. Im Jahr 1873 gründete sie die Kongregation der Töchter des Herzen Jesu und das erste Kloster der Kongregation in Antwerpen, wohin sie aufgrund der politischen Situation Frankreichs flüchten musste. Kennzeichen der neuen Kongregation war die Verehrung des Herzens Jesu und des Altarsakramentes. Am 2. Februar 1876 approbierte Kardinal-Erzbischof Victor-Augustin-Isidore Dechamps die ersten Konstitutionen. Am 17. August 1878 wurde den Schwestern die neu errichtete Herz-Jesu-Basilika in Antwerpen-Berchem anvertraut. Dort legten die ersten Schwestern der Kongregation am 22. August 1878 die Ordensgelübde ab. Marie de Jésus Deluil-Martiny konnte in den folgenden Jahren mehrere Häuser für ihre Kongregation gründen. Am Aschermittwoch des Jahres 1884 wurde sie durch einen französischen Anarchisten im Haus der Kongregation in La Servianne ermordet.
Am 22. Oktober 1989 sprach Papst Johannes Paul II. Marie de Jésus selig. Ihr Gedenktag in der Liturgie ist der 27. Februar.

## Werke
- Briefe der Dienerin Gottes Mutter Maria von Jesus, Stifterin der Gesellschaft der „Töchter des Herzens Jesu“. Innsbruck (Rauch) 1935